# Zbigniew Dłubak
Zbigniew Andrzej Dłubak (26. dubna 1921 v Radomsku – 21. srpna 2005 ve Varšavě) byl polský teoretik umění, malíř a fotograf, člen skupiny Permafo a spoluzakladatel stejnojmenné galerie. Vězeň z Osvětimi a Mauthausenu. Svou první výstavu zorganizoval na palandě v táborovém baráku.

## Umělecká činnost
Zbigniew Dłubak byl zatčen během Varšavského povstání. Během druhé světové války byl vězněn v koncentračním táboře v Mauthausenu-Gusenu, kde organizoval krátké umělecké výstavy. V letech 1947–1949 byl členem Klubu mladých umělců a vědců. Spolupracoval s následujícími galeriemi: Krzywe Koło, Współczesna, Mała Galeria, Labirynt, Zamek, Remont, Permafo, Foto-Medium-Art. Spolu s Marianem Boguszem a Kajetanem Sosnowskim založil skupinu Grupa 55 (1955). Patřil do Sdružení polských fotografů umění, mimo jiné působil v funkce prezidenta a předsedy Umělecké rady. Během 1. bienále prostorových forem (1965) vytvořil v parku Michał Kajka v Elblągu sochu sedm metrů vysokou. Byla vytvořena ve spolupráci s: Z. Czarnecki, S. Rusin, S. Szymański, L. Ciesielski, A. Tażuszel, J. Gdreń, E. Grzybowiński. Účastnil se také uměleckého sympozia Vratislav '70 ve spolupráci s Natalií LL a Andrzejem Lachowiczem.
V letech 1953–1972 byl šéfredaktorem měsíčníku Fotografia. Přednášel na Filmové škole a na Státní vysoké škole výtvarných umění v Lodži (1966–1975). Spolu s Mariuszem Łukawskim, Jarosławem Kudajem a Mirosławem Woźnicou založil „Varšavský seminář“, skupinu mladých umělců zabývajících se teorií umění (1975–1982). Od roku 1982 žil v Meudonu nedaleko Paříže.
Mezi jeho úspěchy patří mimo jiné série obrazů: Wojna, Macierzyństwo, Amonity, Antropolity, Movens, Systemy a série fotografií: Egzystencje, Gestykulacje (Existence, Gestikulace).
Je pohřben na vojenském hřbitově Powązki ve Varšavě (oddíl 10A-8–4) .

## Ocenění a vyznamenání
- Cena prvního stupně předsedy vlády ( 1979)
- Řád Grunwaldova kříže, 3. třída
- Stříbrný kříž za zásluhy
- Zlatý kříž za zásluhy
- Kříž srdnatosti
- Odměňte je. Katarzyna Kobro ( 2001).

## Galerie

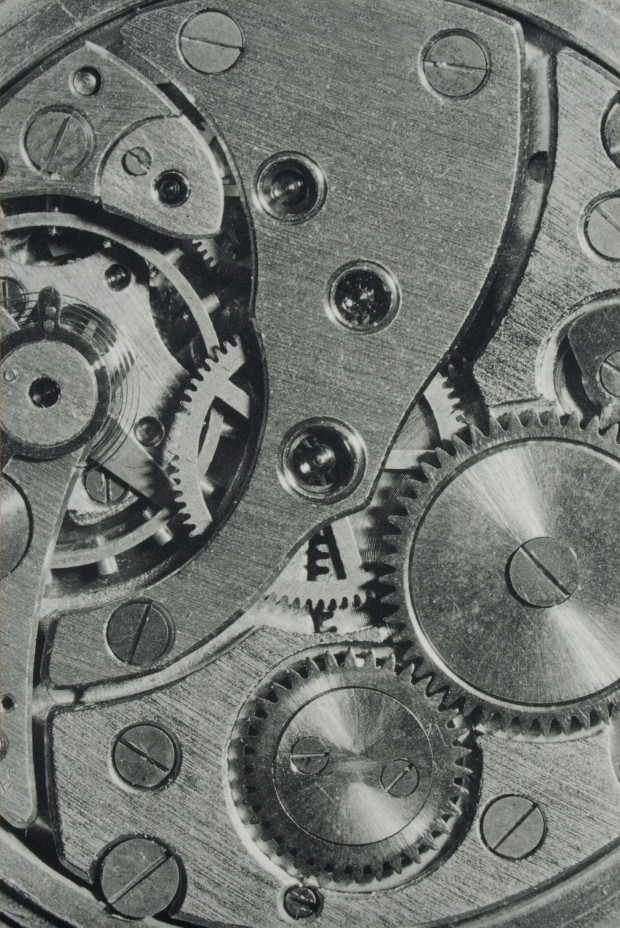
Didaktická tabule I
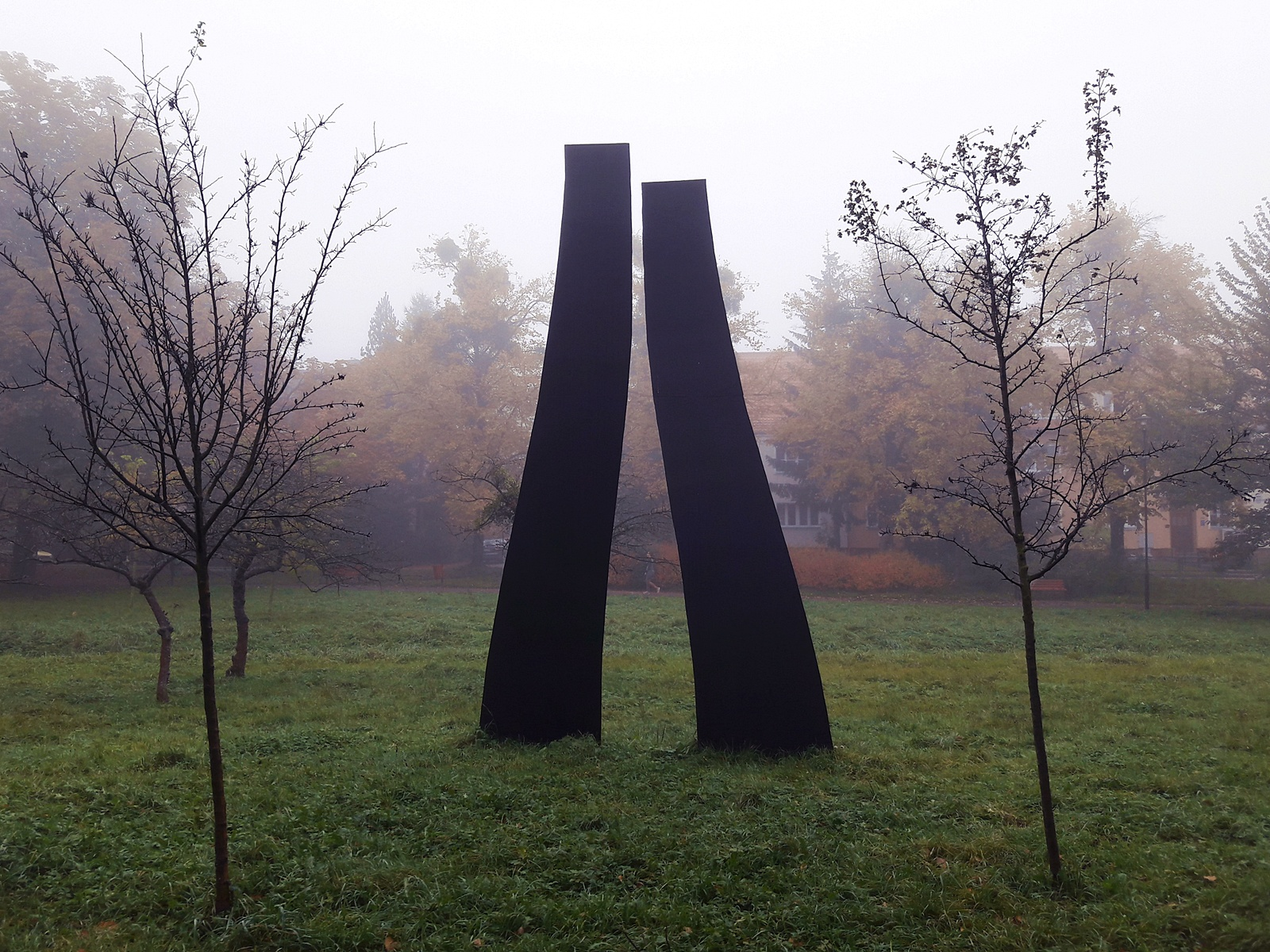
Prostorová podoba parku Zbigniew Dłubak – Kajki v Elblągu
Zbigniew Dłubak, Natalia Lach-Lachowicz, Andrzej Lachowicz, Kompendium (zepředu), 1970 (jako součást Art Symposium Wrocław '70), sbírka MWW
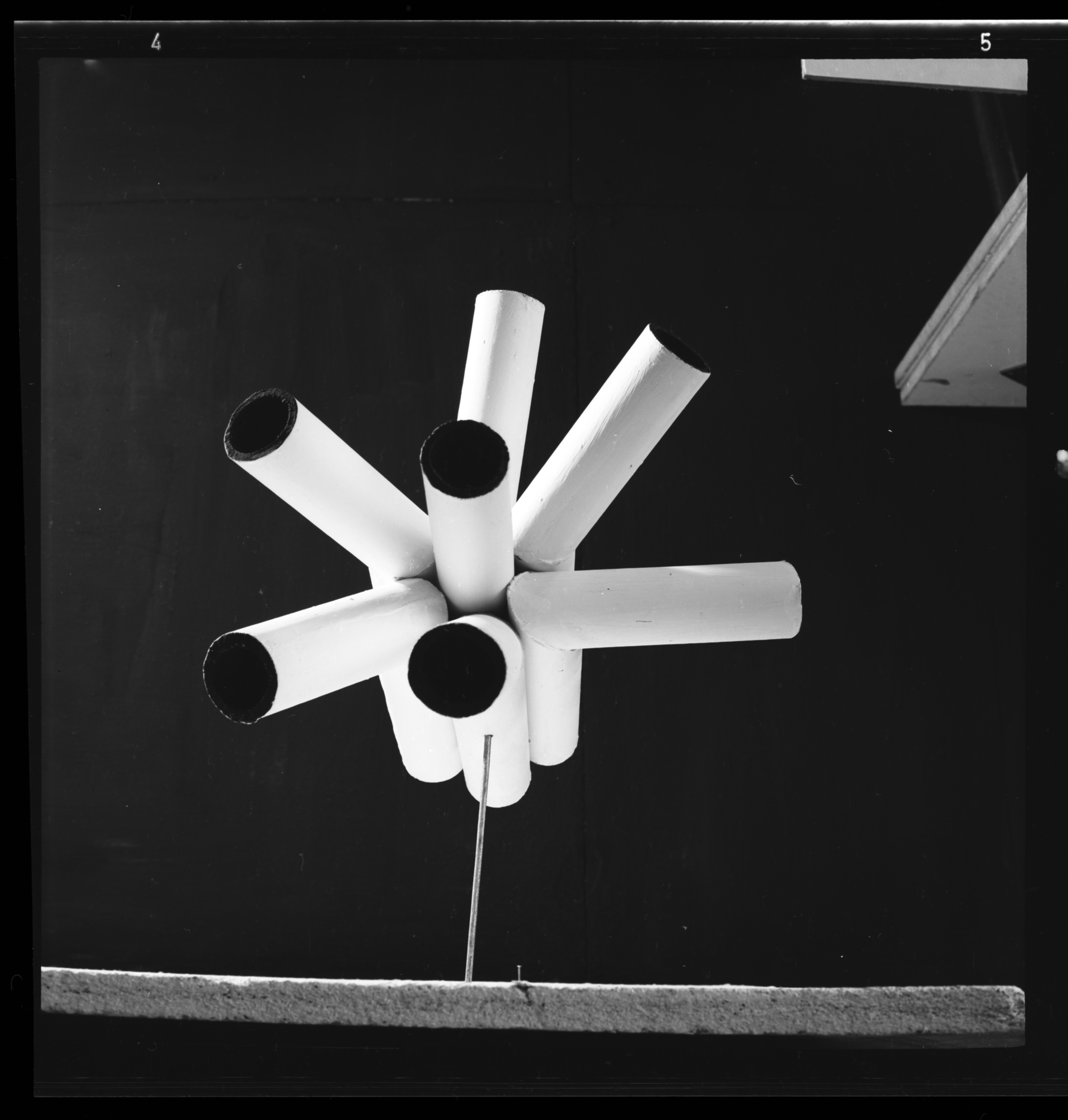
Zbigniew Dłubak, Natalia Lach-Lachowicz, Andrzej Lachowicz, Kompendium (zezadu), 1970 (jako součást Art Symposium Wrocław '70), sbírka MWW
Zbigniew Dłubak, Natalia Lach-Lachowicz, Andrzej Lachowicz, soubor prostorových forem, 1970 (jako součást Art Symposium Wrocław '70), sbírka MWW
Zbigniew Dłubak, Natalia Lach-Lachowicz, Andrzej Lachowicz, Kompendium (zpět), 1970 (jako součást Art Symposium Wrocław '70), sbírka MWW